# Otto Funcke

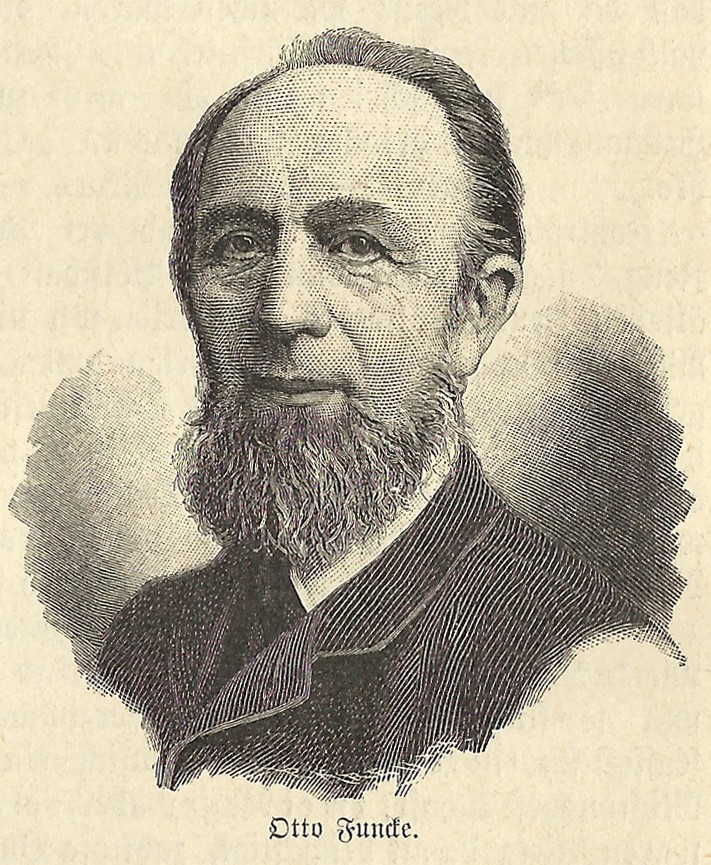
Otto Funcke

Otto Funcke (* 9. März 1836 in Wülfrath; † 26. Dezember 1910 in Bremen) war evangelischer Pastor und einer der erfolgreichsten christlichen Volkserzähler des 19. Jahrhunderts. Von der Universität in Halle erhielt er den Ehrendoktor in Theologie.

## Biografie

### Kindheit
Funcke war der Sohn eines Landarztes. Im Alter von 7 – 11 Jahren war er sehr kränklich, so dass er nicht zur Schule gehen und auch oft nicht mit den anderen Kindern draußen spielen durfte. Dafür verbrachte er sehr viel Zeit mit seiner Mutter, die ihn vor allem in geistlichen Dingen unterwies. Von ihr lernte er die biblischen Geschichten, die geistlichen Lieder Tersteegens sowie die Liebe zur Heidenmission. So wurde ihr Einfluss prägend für sein späteres Leben. Zeitweise erhielt er auch Privatunterricht. Seine Menschenkenntnis erlangte er dadurch, dass er im Wartezimmer seines Vaters mit den unterschiedlichsten Menschen in Kontakt kam.
Er hatte den Wunsch, Medizin zu studieren, um die Nachfolge seines Vaters anzutreten. So besuchte er das Evangelisch Stiftische Gymnasium in Gütersloh. Johann Hinrich Wichern, der dort bei einem Besuch eine Andacht hielt, weckte in ihm den Wunsch, Jesus nachzufolgen. Bei einem Besuch in Bremen im Jahr 1855 machte der Prediger Mallet auf ihn einen solchen Eindruck, dass er beschloss, Theologie zu studieren. Diese Entscheidung festigte sich, als er seinem Vater bei einer Beinamputation assistieren sollte und dabei ohnmächtig wurde. Sein Entschluss, die Theologenlaufbahn einzuschlagen, traf außer bei seiner Mutter allgemein auf Unverständnis, da er eine schwache Brust hatte und zudem auch stotterte.

### Theologiestudent
Nach dem Abitur trat er 1857 in Halle das Theologiestudium an, wo er das Band des Hallenser Wingolf aufnahm. Die ihn abstoßenden konfessionellen Streitigkeiten und die Lektüre des Kritikers David Friedrich Strauß nährten seine Zweifel an der Wahrheit der Bibel. Als er am Ende des zweiten Semesters auch noch sehr krank wurde, wollte er das Studium aufgeben. Seine Mutter überredete ihn, nach der überstandenen Krankheit und vor einer endgültigen Entscheidung wenigstens noch ein Semester in Tübingen bei Johann Tobias Beck zu studieren. Beck, dem er gleich bei der ersten Begegnung anvertraute, dass er auf der Suche nach der Wahrheit sei, konnte ihm seelsorgerlich weiterhelfen. Als Student kam er auch in Kontakt mit Johann Christoph Blumhardt, von dem er schreibt: „Es ging eine Kraft von ihm aus.“ 1859 hielt er seine erste Predigt. Weil er dabei nicht ins Stottern kam, war er nun endgültig überzeugt, dass Gott seinen Weg bestätigt hatte. Die beiden letzten Semester verbrachte er in Bonn. Das Kandidatenexamen bestand er nur knapp.

### Hilfsprediger
Seine Arbeit als Hilfsprediger begann er 1860 in seiner Heimatstadt Wülfrath, um seinen dort als Pastor tätigen Großvater zu unterstützen. Nach dessen Abdankung wurde er Hilfsprediger in Elberfeld, wo er sich nach einigen Anlaufschwierigkeiten schließlich großer Beliebtheit erfreute. Dort wohnte er im Hause eines Mitglieds der Freien evangelischen Gemeinde und lernte auch deren Gründer Hermann Heinrich Grafe kennen. 1862 legte Funcke sein Abschlussexamen ab.

### Pastor
Funcke hatte sich entschieden, Landpastor zu werden. Er wurde durch Losentscheid nach Holpe berufen. Da die Gemeinde ihm riet, vor Amtsantritt zu heiraten, verlobte er sich mit der 18 Jahre alten Maria Jäger aus Elberfeld. Am 8. Oktober 1862 wurde er in Holpe feierlich empfangen. Zwei Tage später wurde er ordiniert. Dabei bot ihm der Pastor Jakob Engels aus Nümbrecht seine Zusammenarbeit an. Am 23. November 1862 heiratete er. Die Ehe dauerte nicht lange, da seine Frau bei der Geburt des ersten Kindes am 18. August 1863 starb. Jakob Engels, der fürchtete, dass Funcke nach dieser erschütternden Erfahrung melancholisch werden könnte, nahm ihn Ende September mit auf eine Erholungsreise in die Schweiz. Auf dieser Reise begann Funcke seine schriftstellerische Tätigkeit, indem er seine Reiseerlebnisse niederschrieb. Emil Frommel, dem er seine Geschichten zur Begutachtung vorlegte, war begeistert.
Am 26. Juli 1865 heiratete er Maria Rehmann, die Schwester eines Freundes. Doch schon wenige Monate später teilte ihm sein Vater im Vertrauen mit, dass er bei ihr die Anzeichen einer Schwindsucht erkennen könne. Das Kind, das sie zur Welt brachte, überlebte nicht lange. Sie selbst starb an ihrer Krankheit am 14. August 1867.
Um nicht schwermütig zu werden, machte Funcke wenige Tage nach dem Tod seiner zweiten Frau eine Reise zur Evangelischen Allianz in Amsterdam. Hier bauten ihn die Ansprachen von August Tholuck und Jan van Oosterzee auf. Auf seiner Rückreise machte er einen Besuch bei Pastor Minck in Frücht. Dieser sah in dem Besuch eine Erhörung seiner Gebete, da er einen Inspektor für die Innere Mission in Bremen suchte und nun meinte, Gott habe ihm Funcke dafür geschickt. Funcke ließ sich von Minck überzeugen und nahm diese Berufung an.
Am 9. Februar 1868 begann Otto Funcke seinen Dienst bei der Inneren Mission in Bremen. In einem wachsenden Vorstadtbezirk baute er 1869 die „Friedenskirche“. Nach kurzer Zeit in Bremen starb sein Sohn aus erster Ehe. In dritter Ehe heiratete er Gebecka Meier (1842–1929), die Tochter des Bremer Bürgermeisters Johann Daniel Meier. Mit ihr hatte er sieben Kinder. Zu der Arbeit in Bremen kam seine reiche schriftstellerische Tätigkeit. Aus seiner Bekanntheit erwuchs eine Flut von rat- und trostsuchenden Briefen, die er seelsorgerlich beantwortete. Angesichts der hohen Arbeitsbelastung schlug er seufzend als seinen Grabspruch vor: „Die Korrespondenz hat ihn getötet!“
Beerdigt wurde er – ohne diesen Spruch – auf dem Friedhof Bremen-Riensberg.

## Werke (in Auswahl)

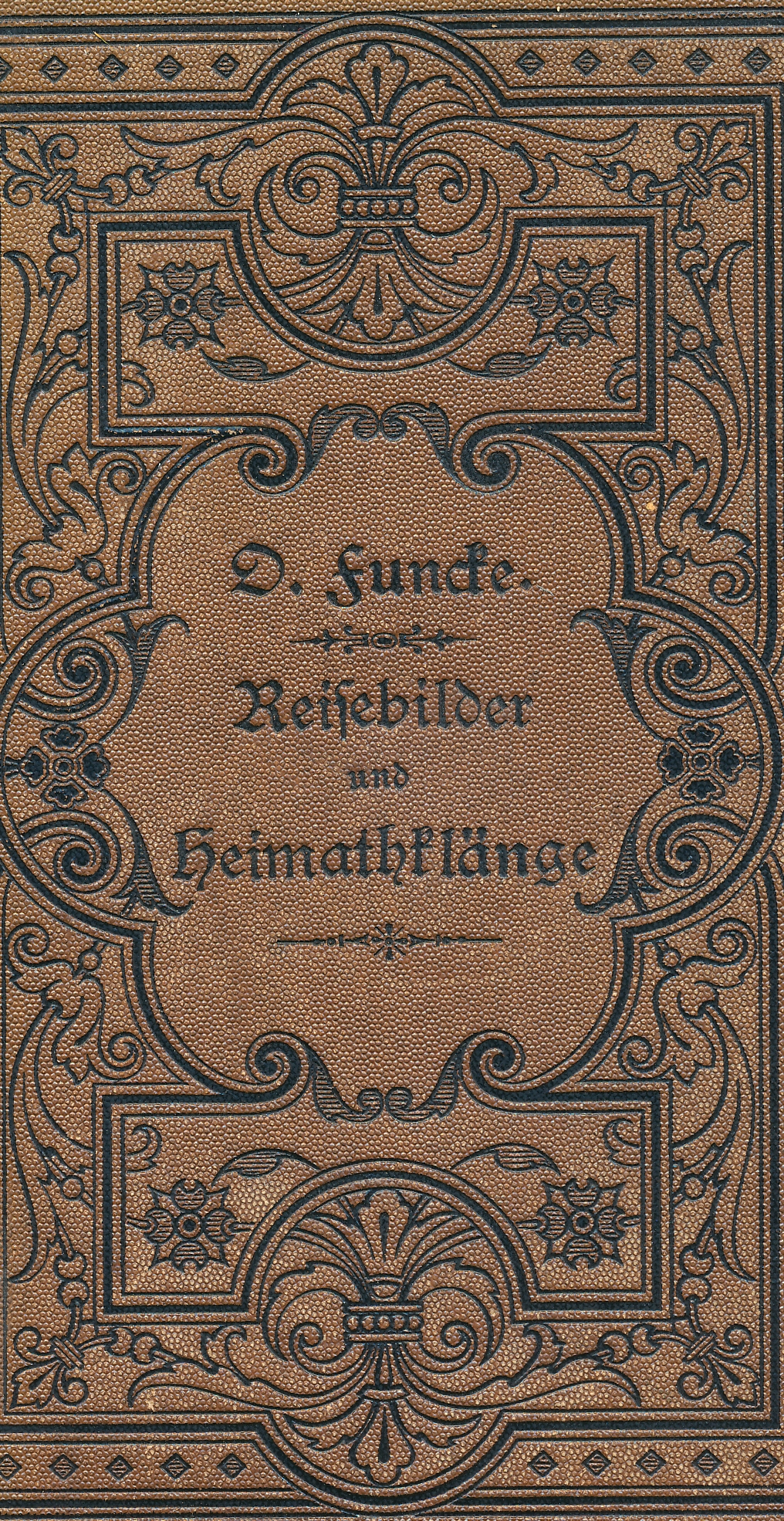
Reisebilder und Heimatklänge (Bucheinband)

- Christliche Fragezeichen oder Wie man in schwierigen Fragen und Entscheidungen des Lebens erfahren könne, welches der Wille Gottes sei. Ein Beitrag zur geistlichen Gesundheitspflege. Roemke, Cöln 1868. (Digitalisat der 2.Aufl.)
- Die Schule des Lebens, oder: Christliche Lebensbilder im Lichte des Buches Jonas. Müller, Bremen 1871. (Digitalisat)
- Tägliche Andachten. 1. Theil. Festliche Hälfte, C. Ed. Müller, Bremen 1875. (Digitalisat)
- Tägliche Andachten. 2. Theil. Festlose Hälfte, C. Ed. Müller, Bremen 1875. (Digitalisat)
- Englische Bilder in deutscher Beleuchtung, C. Ed. Müller, Bremen 1883.
- Reisebilder und Heimatklänge, 3 Bde., C. Ed. Müller, Bremen 1870–1873.
- Verwandlungen, oder: Wie ein Sehender blind und ein Blinder sehend wird. Müller, Bremen 1890.
- Neue Reisebilder und Heimatklänge, C. Ed. Müller, Bremen 1892.
- Der Wandel vor Gott. Dargelegt nach den Fusstapfen des Patriarchen Joseph, C. Ed. Müller, Bremen, 1890.
- Neue Reisebilder und Heimatklänge, C. Ed. Müller, Bremen 1892.
- St. Paulus zu Wasser und zu Land, C. Ed. Müller, Bremen 1894.
- Die Welt des Glaubens und die Alltagswelt. Dargelegt nach den Fusstapfen Abrahams, Cranston & Stowe, Cincinnati 1894.
- Die Fußspuren des lebendigen Gottes in meinem Lebenswege (gekürzte Neuauflage unter dem Titel: In der Schmiede Gottes, Brunnen Verlag, Gießen und Basel 1938)
- Wie der Hirsch schreiet. Predigten und Betrachtungen, C. Ed. Müller, Bremen o. J.
- Willst du gesund werden? Beiträge zur christlichen Seelenpflege, C. Ed. Müller, Bremen o. J.
- Ernste Fragen, Traktat-Gesellschaft, Barmen o. J.